# Rodney Marsh
Rodney William Marsh (Hatfield, 11 ottobre 1944) è un allenatore di calcio ed ex calciatore inglese.

## Carriera
Soprannominato HMS Rodney, in carriera ha giocato in Inghilterra, Irlanda e Stati Uniti.
Con la nazionale di calcio dell'Inghilterra ha collezionato 9 presenze e 1 rete tra il 1971 e il 1973.
Dopo una breve carriera da allenatore, in cui guidò i New York United, i Carolina Lightnin', con cui vinse l'American Soccer League 1981, ed il Tampa Bay Rowdies, è diventato un commentatore televisivo sportivo, lavorando undici anni per Sky Sports.

## Palmarès

### Giocatore

#### Club

##### Competizioni nazionali
- Third Division: 1

QPR: 1966-1967
- Coppa di Lega inglese: 1

QPR: 1966-1967
- Community Shield: 1

Manchester City: 1972

#### Individuale
- Capocannoniere della Third Division: 1

1966-1967 (30 reti)

### Allenatore
- American Soccer League: 1

Carolina Lightnin': 1981

## Statistiche

### Cronologia presenze e reti in nazionale
| Cronologia completa delle presenze e delle reti in nazionale ― Inghilterra | Cronologia completa delle presenze e delle reti in nazionale ― Inghilterra | Cronologia completa delle presenze e delle reti in nazionale ― Inghilterra | Cronologia completa delle presenze e delle reti in nazionale ― Inghilterra | Cronologia completa delle presenze e delle reti in nazionale ― Inghilterra | Cronologia completa delle presenze e delle reti in nazionale ― Inghilterra | Cronologia completa delle presenze e delle reti in nazionale ― Inghilterra | Cronologia completa delle presenze e delle reti in nazionale ― Inghilterra |
| Data                                                                       | Città                                                                      | In casa                                                                    | Risultato                                                                  | Ospiti                                                                     | Competizione                                                               | Reti                                                                       | Note                                                                       |
| -------------------------------------------------------------------------- | -------------------------------------------------------------------------- | -------------------------------------------------------------------------- | -------------------------------------------------------------------------- | -------------------------------------------------------------------------- | -------------------------------------------------------------------------- | -------------------------------------------------------------------------- | -------------------------------------------------------------------------- |
| 10-11-1971                                                                 | Londra                                                                     | Inghilterra                                                                | 1 – 1                                                                      | Svizzera                                                                   | Amichevole                                                                 | -                                                                          | 83’                                                                        |
| 29-4-1972                                                                  | Londra                                                                     | Inghilterra                                                                | 1 – 3                                                                      | Germania Ovest                                                             | Qual. Euro 1972                                                            | -                                                                          | 60’                                                                        |
| 13-5-1972                                                                  | Dortmund                                                                   | Germania Ovest                                                             | 0 – 0                                                                      | Inghilterra                                                                | Qual. Euro 1972                                                            | -                                                                          | 20’                                                                        |
| 20-5-1972                                                                  | Cardiff                                                                    | Galles                                                                     | 0 – 3                                                                      | Inghilterra                                                                | Torneo Interbritannico 1972                                                | 1                                                                          |                                                                            |
| 23-5-1972                                                                  | Londra                                                                     | Inghilterra                                                                | 0 – 1                                                                      | Irlanda del Nord                                                           | Torneo Interbritannico 1972                                                | -                                                                          |                                                                            |
| 27-5-1972                                                                  | Glasgow                                                                    | Scozia                                                                     | 0 – 1                                                                      | Inghilterra                                                                | Torneo Interbritannico 1972                                                | -                                                                          | 84’                                                                        |
| 11-10-1972                                                                 | Londra                                                                     | Inghilterra                                                                | 1 – 1                                                                      | Jugoslavia                                                                 | Amichevole                                                                 | -                                                                          |                                                                            |
| 15-11-1972                                                                 | Cardiff                                                                    | Galles                                                                     | 0 – 1                                                                      | Inghilterra                                                                | Qual. Mondiali 1974                                                        | -                                                                          |                                                                            |
| 24-1-1973                                                                  | Londra                                                                     | Inghilterra                                                                | 1 – 1                                                                      | Galles                                                                     | Qual. Mondiali 1974                                                        | -                                                                          |                                                                            |
| Totale                                                                     |                                                                            | Presenze                                                                   | 9                                                                          |                                                                            | Reti                                                                       | 1                                                                          |                                                                            |